# Anilingus

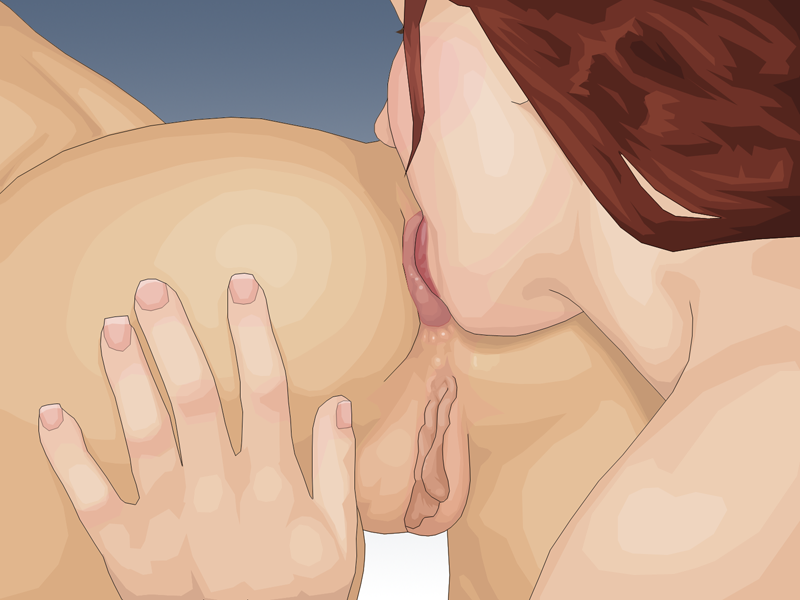
Frau, die Anilingus an einer Frau durchführt

Der Anilingus (lat. anus „After“ und lingere „lecken“; engl. Rimming oder Rim-Job; auch als Oroanalkontakt, Zungenanal, abgekürzt ZA oder Afterlecken bezeichnet) stellt eine orale Sexualpraktik dar, bei welcher der Anus, meist inklusive Dammregion, mit Lippen und Zunge stimuliert wird. Er kann sowohl oberflächlich als auch durch Penetration des Anus mit der Zunge erfolgen. Die Analregion ist mit zahlreichen Nervenenden besetzt und gehört zu den erogenen Zonen.

## Verbreitung
Bei der Sexualpraktik ist kein primäres oder sekundäres Geschlechtsmerkmal involviert, ähnlich wie beim Küssen. Entsprechend kann Anilingus zwischen Menschen verschiedenen oder gleichen Geschlechts gleichermaßen stattfinden. Speziell für heterosexuelle Frauen und Männer gaben in einer 2021 veröffentlichten australischen Studie 20 % aller befragten Personen an, innerhalb der letzten 3 Monate einen Anilingus erhalten zu haben, wobei Frauen gegenüber Männern bevorzugt waren (27 vs. 13 %). Bei homo- und bisexuellen Männern war die Verbreitung in einer weiteren australischen Umfrage nochmals höher (38 %). Es bleibt festzuhalten, dass der Anilingus ungeachtet von Geschlecht und sexueller Orientierung weit verbreitet ist. Die öffentliche Wahrnehmung als Randphänomen ist eher auf eine noch andauernde Tabuisierung des Anilingus zurückzuführen. Es fehlen im deutschsprachigen Raum verlässliche Angaben zu seiner Verbreitung.

## Gesundheitliche Risiken
Insgesamt ist die wissenschaftliche Datenlage gesundheitsbezogener Risiken beim Anilingus recht dünn. Dabei muss zunächst grundlegend zwischen einem „sauberen Anilingus“ und einem „unsauberen/dreckigen Anilingus“ unterschieden werden.
Beim sauberen Anilingus spielt die Analhygiene eine entscheidende Rolle. Dabei wird der Anus mindestens äußerlich gründlich gereinigt. Eine zusätzliche Darmspülung kann insbesondere dann einen zusätzlichen Schutz bieten, wenn ein tieferes Eindringen der Zunge beabsichtigt ist. Beim sauberen Anilingus ist das Infektionsrisiko relativ gering. Als alternative bzw. ergänzende Schutzmaßnahme kann ein Lecktuch (Fachausdruck: Kofferdam) benutzt werden, wie es für den Schutz bei Cunnilingus vertrieben wird.
Beim „dreckigen“ Anilingus werden diese reinigenden Maßnahmen nicht beachtet. Teils kann sogar Wert auf einen schmutzigen Anus gelegt werden, sodass etwaige Anhaftungen abgeleckt werden und er mit der Zunge gesäubert wird; in diesem Fall bestehen starke Parallelen zu Koprophilie und Koprophagie. Dies ist für den aktiven (gebenden) Partner wegen der möglichen Übertragung fäkaler Bakterien potentiell mit einem höheren Gesundheitsrisiko verbunden, insbesondere bei einer akuten infektiösen Erkrankung des Magen-Darm-Trakts. Allerdings muss die Darmflora nicht zwangsläufig krankheitserregende Keime bzw. Viren enthalten. Zudem ist anzumerken, dass sich die Darmflora in einer häuslichen Beziehung auch ohne direkten ano-oralen Kontakt angleicht.
Eine Praktizierung des Anilingus mit unterschiedlichen Partnern scheint dagegen ein Risiko darzustellen: In einer 2022 publizierten Studie betreffend Männer mit ano-oralem Sexualkontakt zu anderen Männern konnte eine erhöhte Übertragung von oropharyngealer Gonorrhoe erwiesen werden, was allerdings das „normale“ Küssen ebenso betraf. Weitere, potentiell übertragbare Pathogene sind Candida albicans, Escherichia coli, Streptococcus dysgalactiae, Hepatitis-A- und Hepatitis-B-Viren, Giardia intestinalis, Herpes- und HP-Viren. Das Risiko einer Übertragung von HIV wird übereinstimmend als sehr gering eingestuft.

## Durchführung
Möglich ist grundsätzlich jede Stellung, bei welcher der Anus problemlos von Mund und Zunge erreicht werden kann. Vorbereitende Maßnahmen können bereits als Vorspiel dienen. Einige Spielweisen fokussieren sich darauf, dass vor dem Leckvorgang etwas auf den Anus aufgetragen oder in ihn eingeführt wird und dann „weggeleckt“ werden muss. Auch kann der Anilingus selbst als Vorspiel vor Analverkehr dienen.

## Anilingus als Bestrafung
Erzwungener und zumeist öffentlicher Anilingus kann der Demütigung und Bestrafung dienen, etwa von Gefangenen und unterworfenen Kontrahenten. So fand es einige Verbreitung im Dreißigjährigen Krieg, wie von Grimmelshausen in Der abenteuerliche Simplicissimus Teutsch beschreibt.

## Anilingus in Kunst, Literatur und Geschichte
Anilingus fand in mehreren Kulturen und Epochen weltweit eine weite Verbreitung. Hinweise auf die Praktizierung in Europa gehen bis in die Antike zurück: In Pompeji wurden drei bildliche Darstellungen als eine ano-orale Befriedigung identifiziert. Interessant ist dabei, dass im antiken Rom entgegen der heutigen Diktion bei Oralverkehr der Empfangende als „aktiv“ und der Gebende als „passiv“ verstanden wurde.
Für das Mittelalter legen erhaltene Bilddarstellungen eine Verbreitung, jedoch gleichzeitige gesellschaftliche Ächtung nahe. So ist als Osculum infame der Aberglaube bekannt, wonach Hexen zur Begrüßung ihres Meisters, des Teufels, als besondere Ehrdarbietung dessen Anus küssten. Diese Vorstellung fand gerade zu der Zeit der Hexenverfolgung große Verbreitung.
Aus Goethes Götz von Berlichingen von 1773 stammt das bekannte Götz-Zitat: „Vor Ihro Kayserliche Majestät, hab ich, wie immer schuldigen Respect. Er aber, sags ihm, er kann mich im Arsche lecken!“
Der Maler und Illustrator Heinrich Lossow schuf pornographische Werke, in denen auch Anilingus wiederholt vorkam.
Leck mich im Arsch ist ein sechsstimmiger Kanon, komponiert von Wolfgang Amadeus Mozart.